# Конішка Вас
Конішка Вас (словен. Konjiška vas) — поселення в общині Словенське Конице, Савинський регіон, Словенія. Висота над рівнем моря: 345,1 м.